# نو ویو
نو وِیو یا بی‌موج (انگلیسی: No wave) جنبشی زودگذر از هنر و موسیقی آوانگارد برخاسته از حلقهٔ موسیقی پایین‌شهر نیویورک در اواخر دهه ۱۹۷۰ بود که تأثیری ژرف بر موسیقی، مُد و سینمای مستقل گذاشت. ظهور این جریان تا حدی واکنش به موسیقی پانک راک بود که همچنان از حربه‌های دستمالی‌شدهٔ موسیقی راک بهره می‌جست. نو وِیو در عوض به تجربه با صدا و استفاده از دیسونانس و آتونالیته رو آورد و به سبک‌های فراسوی راک سرک کشید. حلقهٔ موسیقی نو ویو در ساحت مضمون و ایده در ید اندیشه‌های نیست‌انگار، رویارویانه و تعارض‌آمیز بود.
اصطلاح «بی‌موج» بازی کنایه‌آلودی با جریان تجاری «موج نو» و در رد آن بود. اصطلاحی که گویا از سخن کلود شابرول فیلمساز موج نوی فرانسه الهام گرفته شده بود: «موجی نیست؛ تنها اقیانوس است».